# Isla Bevan
Isla Bevan (1910–1976) foi uma atriz britânica de teatro e cinema.

## Filmografia selecionada
- Nine till Six (1932)
- The Sign of Four (1932)
- The Face at the Window (1932)
- The World, the Flesh, the Devil (1932)
- Puppets of Fate (1933)
- Fair Exchange (1936)